# Colom verdós de l'illa de Flores
El colom verdós de l'illa de Flores (Treron floris) és una espècie d'ocell de la família dels colúmbids (Columbidae) que habita els boscos d'algunes de les illes Petites de la Sonda, des de Lombok fins Alor.